# Обстріли Берислава (серпень, 2024)
Ця стаття є частиною сторінки Обстріли Берислава (2024 рік) з 24 лютого 2022 року, яка є частиною Історії Берислава та Обстрілів Берислава.
Обстріли Берислава за серпень 2024 року — низка терористичних атак на місто Берислав та район військами РФ, що почалися під час російського вторгнення в Україну з 24 лютого 2022 року та тривають понині.
Берислав до вторгнення Росії в Україну був осередком освіти Херсонщини з двома коледжами.
Зараз місто зазнало значних руйнувань, заміновані околиці, відсутні комунальні послуги. Під час окупації в місті була гостра нестача продуктів та ліків. Після деокупації місто зазнало нових випробувань, зокрема, відсутності електроенергії та води. Зараз Берислав перебуває під постійними обстрілами, внаслідок яких багато будинків пошкоджено, є поранені та загиблі. Багато людей в місті відмовляються покидати свої домівки, незважаючи на обстріли.

## Хронологія

#### Серпень 2024

##### 12 серпня 2024 року
12 серпня 2024 року під російськими обстрілами та авіаударами опинилися Білозерка, Велетенське, Придніпровське, Томина Балка, Станіслав, Зимівник, Понятівка, Антонівка, Дар'ївка, Садове, Музиківка, Берислав, Бургунка, Червоний Маяк, Михайлівка, Крупиця, Одрадокам'янка, Шляхове, Веселе та Херсон. Про це повідомив начальник Херсонської обласної військової адміністрації Олександр Прокудін. Російські обстріли пошкодили адміністративні будівлі, житлові квартали, газогін, господарські споруди, приватні автомобілі та автомобіль швидкої допомоги. Загинула одна людина, ще 17 отримали поранення, серед них двоє дітей.

##### 13 серпня 2024 року
У «Громадському просторі» Бериславської громади відбувся захід, спрямований на розвиток пам'яті, уваги та мислення у людей різних поколінь. Про це повідомляє Бериславська міська рада. У заході взяли участь дошкільнята та люди поважного віку. Програма включала ігри, головоломки та творчі завдання, які сприяли активній роботі мозку. Такі заходи створюють атмосферу взаємоповаги та дружби між поколіннями, розвивають інтелектуальні здібності та зміцнюють соціальні зв'язки. Організатори висловили вдячність учасникам за активність та відзначили важливість таких зустрічей для підтримки активного способу життя та покращення загального самопочуття.
Близько 16:00 російські війська обстріляли Берислав. За даними Херсонської обласної військової адміністрації, поблизу магазину постраждала 48–річна жінка. Вона самостійно звернулася до лікарні, де їй діагностували вибухову травму та уламкове поранення гомілки. Потерпілій надають медичну допомогу.
13 серпня 2024 року під російськими обстрілами та авіаударами опинилися Станіслав, Черешеньки, Садове, Михайлівка, Антонівка, Червоний Маяк, Тараса Шевченка, Томарине, Берислав, Велетенське, Музиківка, Дніпровське, Зимівник, Білозерка, Золота Балка, Тягинка та Херсон.
За даними начальника Херсонської обласної військової адміністрації Олександра Прокудіна, російські військові влучили в об'єкт критичної інфраструктури, навчальний та медичний заклади, фермерське господарство, житлові квартали, зокрема дві багатоповерхівки та дев'ять приватних будинків. Пошкоджено газопровід, господарські споруди, приватні автомобілі, автобус та сільгосптехніку.
Внаслідок російської агресії шестеро людей отримали поранення.

##### 14 серпня 2024 року
Американський некомерційний фонд «World Central Kitchen» надав допомогу мешканцям Бериславщини. За даними начальника Бериславської районної військової адміністрації Володимира Літвінова, протягом липня територіальні громади Бериславського району отримали понад 10 тисяч продуктових наборів:
- Нововоронцовська: 2476 шт.;
- Милівська: 916 шт.;
- Великоолександрівська: 727 шт.;
- Бериславська: 1543 шт.;
- Калинівська: 708 шт.;
- Новорайська: 1286 шт.;
- Борозенська: 462 шт.;
- Тягинська: 651 шт.;
- Новоолександрівська: 801 шт.;
- Високопільська: 1067 шт.[6]

Близько 13:00 російські війська обстріляли Берислав, що спричинило пожежу. За даними Херсонської обласної військової адміністрації, під час гасіння пожежі 45–річний чоловік отримав опіки тулуба, кінцівок та обличчя. Потерпілого шпиталізували, він отримує необхідну медичну допомогу.
14 серпня 2024 року під російськими обстрілами та авіаударами опинилися Антонівка, Садове, Зимівник, Кізомис, Станіслав, Софіївка, Микільське, Придніпровське, Сонячне, Берислав, Дудчани, Михайлівка, Червоний Маяк, Зміївка та Херсон. Про це повідомив начальник Херсонської обласної військової адміністрації Олександр Прокудін.
Російські військові атакували об'єкти критичної інфраструктури, адміністративні будівлі та житлові квартали, пошкодивши 16 приватних будинків, газопровід, господарські споруди, гаражі, приватні автомобілі, рятувальну автівку та сільськогосподарську техніку. Внаслідок обстрілів загинула одна людина, ще 13 отримали поранення, серед них одна дитина.
Під час нічної атаки дронами Сили протиповітряної оборони знищили вісім «Shahed–131/136» над територією Херсонської області.

##### 15 серпня 2024 року
15 серпня 2024 року під російськими обстрілами та авіаударами опинилися Антонівка, Берислав, Благодатне, Бургунка, Гаврилівка, Дудчани, Садове, Станіслав, Софіївка, Качкарівка, Козацьке, Томина Балка, Токарівка, Михайлівка, Миролюбівка, Музиківка, Новокаїри, Ольгівка, Олександрівка, Зміївка, Заможне, Зорівка, Золота Балка, Червоний Маяк та Херсон. Про це повідомив начальник Херсонської обласної військової адміністрації Олександр Прокудін.
Російські військові атакували об'єкти критичної та транспортної інфраструктури, гуманітарний штаб, приватне підприємство, житлові квартали, зокрема 10 приватних будинків. Було пошкоджено газопровід, господарську споруду, гараж та приватні автомобілі. Внаслідок обстрілів загинула одна людина, ще п'ятеро, включаючи одну дитину, отримали поранення.

##### 16 серпня 2024 року
16 серпня 2024 року під російськими обстрілами та авіаударами опинилися Садове, Придніпровське, Комишани, Антонівка, Інгулець, Станіслав, Ромашкове, Понятівка, Велетенське, Софіївка, Інженерне, Кізомис, Томина Балка, Первомайське, Берислав, Нововоронцовка, Золота Балка, Заможне, Одрадокам'янка, Новокаїри, Зміївка та Херсон.
Начальник Херсонської обласної військової адміністрації Олександр Прокудін повідомив, що росіяни влучили в об'єкти критичної інфраструктури, освітні заклади, житлові квартали, багатоповерхівку та 22 приватні будинки. Було пошкоджено газопровід, приватні автомобілі та автівку рятувальників. Внаслідок обстрілів шестеро людей отримали поранення, серед них одна дитина.

##### 17 серпня 2024 року
17 серпня 2024 року під російськими обстрілами та авіаударами опинилися Чорнобаївка, Качкарівка, Садове, Михайлівка, Антонівка, Дар'ївка, Берислав, Велетенське, Золота Балка, Дудчани, Новокаїри, Зимівник, Степанівка, Понятівка, Комишани, Новорайськ, Зміївка, Одрадокам'янка та Херсон. Про це повідомив начальник Херсонської обласної військової адміністрації Олександр Прокудін.
Російські військові поцілили в адміністративні будівлі, освітній заклад, магазин, житлові квартали, вісім приватних будинків, господарчі споруди та приватні автомобілі. Внаслідок обстрілів дві людини отримали поранення.

##### 19 серпня 2024 року
19 серпня 2024 року під російськими обстрілами та авіаударами опинилися Антонівка, Берислав, Бургунка, Білозерка, Благовіщенське, Томина Балка, Червоний Маяк, Понятівка, Первомайське, Приозерне, Садове, Комишани, Михайлівка, Ольгівка та Херсон. Про це повідомив начальник Херсонської обласної військової адміністрації Олександр Прокудін.
Російські військові влучили в освітній заклад та житлові квартали, пошкодивши 17 приватних будинків, газопроводи, господарчу споруду, гараж та приватні автомобілі. Внаслідок обстрілів поранено чотири людини, з них одна дитина.
Під час нічної дронової атаки Сили протиповітряної оборони знищили два «Shahed–131/136» над територією Херсонської області.

###### 20 серпня 2024 року
20 серпня 2024 року під російськими обстрілами та авіаударами опинилися Антонівка, Комишани, Зимівник, Білозерка, Зеленівка, Надеждівка, Понятівка, Федорівка, Розлив, Томина Балка, Софіївка, Садове, Токарівка, Берислав, Миколаївка, Одрадокам'янка, Шилова Балка, Зміївка, Заможне, Михайлівка, Дудчани, Шляхове, Веселе та Херсон. Про це повідомив начальник Херсонської обласної військової адміністрації Олександр Прокудін.
Російські військові влучили в освітній та медичний заклади, адміністративні будівлі, заклад громадського харчування та територію фермерського господарства. Пошкоджено 3 багатоповерхівки, 21 приватний будинок, газогін, водогін, свердловину та приватні автомобілі. Внаслідок обстрілів загинула одна людина, ще 15 отримали поранення, з них чотири дитини.

##### 21 серпня 2024 року
Протягом останньої доби російські окупанти здійснили масовані обстріли громад Бериславського району, завдавши значних руйнувань та спричинивши людські жертви. Про це повідомив начальник Бериславської районної військової адміністрації Володимир Літвінов.
Під обстрілами опинилися Бериславська, Новоолександрівська, Нововоронцовська, Новорайська та Тягинська громади, зокрема м. Берислав, с. Новоберислав, с. Томарине, с. Новоолександрівка, с. Золота Балка, с. Михайлівка, селище Нововоронцовка, с. Червоний Маяк та с. Високе.
Російські війська завдали ударів з реактивних систем залпового вогню та артилерії по селах Томарине, Нововоронцовка, м. Берислав, селах Новоолександрівка, Михайлівка та Червоний Маяк. Пошкоджено будівлю закладу позашкільної освіти в Бериславі, складські приміщення, господарські споруди та сільськогосподарську техніку. В селі Томарине виникло загоряння житлових будинків, яке вдалося загасити завдяки оперативним діям ДСНС.
Крім артилерійських обстрілів, окупанти використали безпілотні літальні апарати для атак на Берислав, Новоберислав, селище Нововоронцовка, Золоту Балку, Михайлівку та село Високе. Внаслідок цього пошкоджено будівлю навчального закладу в селі Золота Балка, об'єкт критичної інфраструктури в селищі Нововоронцовка та житлові будинки в селах Високе та Михайлівка.
Внаслідок обстрілу в селі Томарине загинула 87–річна жінка. Поранення отримали троє чоловіків віком 33, 57 та 67 років під час атаки з безпілотників у селі Зміївка. Всі постраждалі звернулися за медичною допомогою.
З 21 серпня 2024 року, згідно з розпорядженням начальника Бериславської районної військової адміністрації, внесено зміни до рішення від 26 квітня 2024 року щодо заборони руху транспортних засобів на автомобільній дорозі Т–04–03 Мар'янське — Берислав — /Р–47/ на ділянці км 14 — км 71.
Ці зміни спрямовані на забезпечення своєчасної доставки гуманітарної допомоги жителям Новоолександрівської, Милівської, Новорайської та Бериславської громад. Рух на зазначеній ділянці дозволено лише автомобілям екстрених служб, військовому транспорту та транспортним засобам з гуманітарними вантажами. Інші транспортні засоби спрямовуються в об'їзд через дорогу Т–22–07 /Т–04–03/ Високопілля — Велика Олександрівка — Берислав. Обмеження діятимуть до окремого розпорядження.
Начальник Бериславського районного відділу поліції Курділов забезпечує виконання обмежень. Військові адміністрації населених пунктів району повинні повідомити про нові умови пересування керівників підприємств, установ, громадських та благодійних організацій, а також населення відповідних громад. Контроль за виконанням рішення покладено на заступника голови районної державної адміністрації Пєшкова.

##### 22 серпня 2024 року
22 серпня 2024 року російські обстріли та авіаудари охопили Антонівку, Берислав, Новоберислав, Томарине, Червоний Маяк, Нововоронцовку, Милове, Велетенське, Кізомис, Комишани, Садове та Херсон. За даними Херсонської ОВА, російські військові влучили в освітній заклад, магазин, житлові квартали, п'ять багатоповерхівок та дев'ять приватних будинків. Було пошкоджено газогін та сільгосптехніку. Внаслідок обстрілів загинули дві людини, ще п'ять отримали поранення.

##### 23 серпня 2024 року
Під російськими вогнем та авіаударами 23 серпня 2024 року опинилися Станіслав, Антонівка, Кізомис, Садове, Широка Балка, Білозерка, Понятівка, Микільське, Берислав, Новорайськ, Милове, Гаврилівка, Зміївка та Херсон.
Про це повідомив начальник Херсонської обласної військової адміністрації Олександр Прокудін.
Російські військові поцілили в заклад культури; житлові квартали населених пунктів області, зокрема три багатоповерхівки та 10 приватних будинків. Також окупанти пошкодили газогін та приватні автомобілі.
Через російську агресію 10 людей дістали поранення.

##### 24 серпня 2024 року
24 серпня 2024 року російські обстріли та авіаудари охопили Шляхове, Дудчани, Антонівку, Берислав, Білозерку, Янтарне, Золоту Балку, Томину Балку, Станіслав, Софіївку, Червоний Маяк, Томарине, Михайлівку, Новотягинку, Бургунку, Зміївку, Благовіщенське, Садове, Придніпровське та Херсон. За даними начальника Херсонської обласної військової адміністрації Олександра Прокудіна, російські військові влучили в об'єкт критичної інфраструктури, завод, житлові квартали, дві багатоповерхівки та 26 приватних будинків. Було пошкоджено гаражі та приватні автомобілі. Внаслідок обстрілів загинули дві людини, ще дев'ять отримали поранення.

##### 25 серпня 2024 року
Протягом доби 25 серпня 2024 року російські війська завдали масованих ударів по населених пунктах Бериславського району. За даними начальника Бериславської районної військової адміністрації Володимира Літвінова, під обстріл потрапили Бериславська, Новорайська, Милівська, Новоолександрівська та Тягинська громади. Російські війська здійснили ракетні удари по селах Тягинка та Одрадокам'янка, а також артилерійські обстріли сіл Дудчани, Одрадокам'янка та Монастирське. Внаслідок обстрілів пошкоджено господарські споруди в Дудчанах. Крім того, російські війська атакували безпілотниками Берислав, Михайлівку та Червоний Маяк, пошкодивши будівлі пекарні та освітнього закладу в Михайлівці, а також житлові будинки та господарські споруди в Бериславі та Червоному Маяку. Жертв серед населення немає.

##### 26 серпня 2024 року
26 серпня 2024 року російські війська здійснили обстріли та авіаудари по населених пунктах Антонівка, Дніпровське, Токарівка, Садове, Білозерка, Томина Балка, Кізомис, Широка Балка, Інженерне, Придніпровське, Станіслав, Михайлівка, Золота Балка, Гаврилівка, Дудчани, Осокорівка, Тягинка, Потьомкине, Новорайськ, Тополине та Херсон. За даними начальника Херсонської обласної військової адміністрації Олександра Прокудіна, росіяни влучили в об'єкти критичної інфраструктури, освітні та медичні заклади, адміністративні будівлі, житлові квартали, газопровід, господарчі споруди та автомобілі. Внаслідок обстрілів загинула одна людина, ще десять отримали поранення.

##### 27 серпня 2024 року
27 серпня 2024 року російські війська здійснили обстріли та авіаудари по населених пунктах Новоолександрівка, Томина Балка, Новодмитрівка, Берислав, Милове, Дудчани, Понятівка, Гаврилівка, Зміївка, Микільське, Садове, Кізомис, Антонівка, Придніпровське, Тягинка, Ольгівка, Тополине та Херсон. За даними начальника Херсонської обласної військової адміністрації Олександра Прокудіна, росіяни влучили в автозаправну станцію, житлові квартали, господарчу споруду та автомобілі. Внаслідок обстрілів загинули дві людини, ще 14 отримали поранення. Під час нічної дронової атаки Сили протиповітряної оборони знищили один Shahed–131/136.

##### 28 серпня 2024 року
28 серпня 2024 року російські війська здійснили обстріли та авіаудари по населених пунктах Херсонської області, включаючи Антонівку, Білозерку, Благовіщенське, Гаврилівку, Дудчани, Дніпровське, Придніпровське, Новодмитрівку, Станіслав, Садове, Широку Балку, Шляхове, Кізомис, Шестакове, Осокорівку та Херсон.
Начальник Херсонської обласної військової адміністрації Олександр Прокудін повідомив, що російські військові влучили в автозаправну станцію, житлові квартали, багатоповерхівку та 10 приватних будинків. Було пошкоджено газопровід та приватні автомобілі. Внаслідок обстрілів п'ятеро людей отримали поранення.
Під час нічної атаки дронами Сили протиповітряної оборони знищили два «Shahed–131/136».

##### 29 серпня 2024 року
29 серпня 2024 року російські війська здійснили обстріли та авіаудари по населених пунктах Херсонської області, включаючи Антонівку, Садове, Придніпровське, Інженерне, Білозерку, Комишани, Приозерне, Широку Балку, Новодмитрівку, Понятівку, Токарівку, Берислав, Шляхове, Михайлівку, Нововоронцовку, Шостакове, Орлове, Архангельське, Потьомкине, Бургунку, Томарине, Качкарівку та Херсон.
Начальник Херсонської обласної військової адміністрації Олександр Прокудін повідомив, що російські військові влучили в поштове відділення, торговельний центр, магазин, житлові квартали, багатоповерхівку та сім приватних будинків. Було пошкоджено газопроводи, гараж, приватні автомобілі, автобус та сільгосптехніку. Внаслідок обстрілів шестеро людей отримали поранення.

###### 30 серпня 2024 року
30 серпня 2024 року під російськими обстрілами та авіаударами опинилися населені пункти Херсонської області, включаючи Білозерку, Тягинку, Берислав, Михайлівку, Козацьке, Дар'ївку, Новорайськ, Одрадокам'янку, Антонівку, Благовіщенське, Новоберислав, Придніпровське, Садове, Кізомис, Інженерне, Комишани, Потьомкине, Архангельське та Херсон.
За даними начальника Херсонської обласної військової адміністрації Олександра Прокудіна, російські військові влучили в освітній заклад, адміністративну будівлю, банківську установу та магазин. Постраждали житлові квартали, зокрема дві багатоповерхівки та 11 приватних будинків. Також пошкоджено газопроводи, гаражі, господарчі споруди та приватний автомобіль.
Внаслідок обстрілів поранено три людини.

##### 31 серпня 2024 року
31 серпня 2024 року під російськими обстрілами та авіаударами опинилися Антонівка, Берислав, Бургунка, Велетенське, Дар'ївка, Михайлівка, Понятівка, Придніпровське, Новоберислав, Новокаїри, Новорайськ, Садове, Кізомис, Шляхове та Херсон.
За даними начальника Херсонської обласної військової адміністрації Олександра Прокудіна, російські військові влучили в освітній заклад, житлові квартали, зокрема три приватних будинки. Пошкоджено господарчу споруду та приватні автомобілі.
Внаслідок обстрілів одна людина загинула, ще одна дістала поранення. Під час нічної дронової атаки Сили протиповітряної оборони знищили один Shahed–131/136.